# Distrikt Llaylla
Der Distrikt Llaylla liegt in der Provinz Satipo in der Verwaltungsregion Junín in Zentral-Peru. Der Distrikt wurde am 26. März 1965 gegründet. Er besitzt eine Fläche von 308 km². Beim Zensus 2017 wurden 6936 Einwohner gezählt. Im Jahr 1993 lag die Einwohnerzahl bei 3168, im Jahr 2007 bei 5143. Verwaltungssitz ist die 1100 m hoch gelegene Ortschaft Llaylla mit 927 Einwohnern (Stand 2017). Llaylla liegt am Río Mazamari, 15 km südlich der Provinzhauptstadt Satipo.

## Geographische Lage
Der Distrikt Llaylla liegt im zentralen Südwesten der Provinz Satipo. Er besitzt eine Längsausdehnung in SW-NO-Richtung von 38 km sowie eine maximale Breite von 12 km. Im äußersten Südwesten reicht der Distrikt bis zur peruanischen Zentralkordillere. Der Río Mazamari (auch Río Llaylla) durchquert den Distrikt in nordöstlicher Richtung.
Der Distrikt Llaylla grenzt im Westen an den Distrikt Pampa Hermosa, im Norden an den Distrikt Coviriali, im Nordosten an den Distrikt Mazamari, im Südosten an den Distrikt Pangoa sowie im äußersten Südwesten an den Distrikt Andamarca (Provinz Concepción), 